# José Ramón Valdés
José Ramón Valdés (Santiago Papasquiaro, Durango; 3 de agosto de 1888-Ciudad de México, 11 de marzo de 1975[cita requerida]) fue un profesor, militar y político mexicano que participó en la Revolución mexicana. Se desempeñó como diputado federal y gobernador sustituto de Durango de 1947 a 1950.

## Biografía
Estudió la instrucción primaria elemental de cuatro años en su tierra natal y en su juventud ejerció la docencia como profesor de primeras letras sin título de maestro, posteriormente se incorporó al ejército y fue oficial del ejército federal y pagador del cuerpo al que pertenecía, en el período comprendido de 1910 a 1913.
Fue Oficial Mayor del Congreso de la Unión y Jefe de la Contaduría de la Secretaría de Hacienda y Crédito Público. Fue un hombre capaz, autodidacta, ya que no recibió educación superior.
Se incorporó a las fila de la revolución, participó en algunas acciones militares y ascendió al grado de mayor. Cuando triunfó el movimiento armado figuró en diversos puestos públicos y fue elegido diputado al Congreso de la Unión por el Estado de Durango.
En septiembre de 1930 la Legislatura Local eligió al Sr. Valdez Gobernador del Estado en sustitución del licenciado Alberto Terrones Benítez para terminar el período constitucional que había iniciado Juan Gualberto Amaya.
Los diputados federales durangueños urdieron una intriga para que la Comisión Permanente del Congreso desconociera al Gobernador duranguense y nombrara a unos de ellos, maniobra que fue nulificada por los senderos por el Estado, que no pudieron impedir la separación de Valdez porque ya había sido promulgado el decreto que desconocía los poderes del Estado, y sólo consiguieron que se modificara la designación del Gobernador y fuera nombrado el Ing.
Pastor Rouaix quien tomó posesión del Gobierno el 18 de septiembre de 1931. José Ramón Valdez fue posteriormente oficial mayor del Congreso de la Unión y jefe de la Contaduría de la Secretaría de Hacienda y Crédito Público.
En el año de 1947 lo designaron Gobernador Interino substituto de Durango a raíz de la muerte acaecida al General Blas Corral Martínez que era el Gobernador Constitucional.
Duró al frente del gobierno tres años y su gestión gubernamental se distinguió por el trabajo e impulso permanente al progreso de la entidad. Impulsó la educación, abriendo muchas escuelas en el campo.
Hermoseó la ciudad con la ampliación de la avenida 20 de noviembre en el tramo de Pasteur hasta la terminación oriente; mejoró el sueldo a los profesores del Estado en más de un 50 por ciento. Se pavimentó la carretera Panamericana en un tramo mayor a 600 kilómetros, desde los límites con el Estado de Zacatecas, hasta los de Chihuahua.
Fue un hombre capaz, ejemplo del autodidactismo, ya que no recibió educación superior. En una ocasión encontrándose en un banquete, sus enemigos políticos enviaron un reportero a entrevistarlo y tratando de exhibirlo y ridiculizarlo el reportero le preguntó:
"¿Señor Gobernador es usted universitario?"- El contestó: Sí. Le preguntaron: ¿En qué Universidad estudió? Contestó: En la universidad de la vida, que es la mejor que existe en el mundo.- Y como él conocía al periodista que lo entrevistaba agregó: Creo que usted se hizo un buen periodista como lo es en esa Universidad. ¿O no es así? El reportero aceptó y terminó por redactar un artículo sobre la Universidad de la Vida.
Fue un filántropo que extendió su mano de ayuda a todo el que se lo solicitaba. Todo duranguense que le pidió su ayuda en México, ordenaba que se le comprara un boleto de primera para el regreso y se le diera una decorosa cantidad para su estancia en la Ciudad de los Palacios y gastos de viaje.
Fundó una compañía constructora que por bajos costos ganó el concurso que se convocó para la construcción de las presas Guadalupe Victoria y Peña del Águila y cuando supervisaba el avance de la obra siempre decía: "Quiero que la obra avance, pero bien hecha, porque cuando uno se pone a hacer una cosa, debe hacerla bien o no hacerla".
Murió en la Ciudad de México el 11 de marzo de 1975 a los 86 años de edad.[cita requerida] Sus restos fueron trasladados a la población de Santiago Papasquiaro, Dgo., después de haber recibido el homenaje del pueblo y Gobierno de Durango.

## Honores
Una calzada de su ciudad natal y la Escuela No. 4 de la capital, llevan su nombre, la cual fue construida durante su gestión como gobernante. El mercado municipal de la ciudad de Gómez Palacio y la escuela secundaria de Santiago Papasquiaro, también se denominan José Ramón Valdéz.